# Schloss Hilfikon
Das Schloss Hilfikon ist ein Schloss in Hilfikon im Kanton Aargau in der Schweiz. Es befindet sich am südlichen Dorfrand auf dem äußersten Hügelsporn eines nordwestlichen Ausläufers des Lindenbergs, oberhalb der Hauptstraße zwischen dem Bünztal und dem Seetal. Sein heutiges barockes Aussehen erhielt das Schloss in der Mitte des 17. Jahrhunderts nach dem Umbau und der Erweiterung der mittelalterlichen Burg. Die Schlosskapelle mit Rokoko-Inneneinrichtung stammt aus dem Jahr 1750.

## Geschichte
Die erste urkundliche Erwähnung des Schlosses erfolgte im Habsburger Urbar von 1303/07. Gemäß diesem waren im Jahr 1290 Arnoldus und Marchwardus von Hilfikon die Besitzer von Schloss sowie dazugehörender Grund- und Niedergerichtsherrschaft über das gleichnamige Dorf. Die Herren von Hilfikon waren ein Ministerialengeschlecht im Dienste der Habsburger und verwalteten in ihrem Namen den kleinen Herrschaftsbereich.
Nach der Eroberung des Aargaus durch die Eidgenossen im Jahr 1415 fiel dem Bürgermeister von Zürich das Recht zu, die Herrschaft Hilfikon zu verleihen. Wer die Herren von Hilfikon in den ersten Jahrzehnten ablöste, ist nicht überliefert. 1472 wird die Familie Meiss aus Zürich als Burgbesitzerin genannt. 1498 folgte Hans von Seengen, der Vogt zu Kaiserstuhl. Melchior zur Gilgen, ein Ritter vom Heiligen Grab aus Luzern, erwarb Burg und Herrschaft zwischen 1506 und 1510 und vereinigte sie 1514 mit der Vogtei Sarmenstorf. 1547 wollten die eidgenössischen Orte die Burg erwerben und sie zur Residenz des Landvogts machen, doch die Verhandlungen scheiterten an der Höhe des Kaufpreises.
Aurelian zur Gilgen verkaufte die Schlossherrschaft 1628 an Johann Lussi, dem Landammann von Nidwalden. 16 Jahre später erwarben die Gebrüder Sebastian und Johann Zwyer von Evibach aus Silenen den Besitz und ließen die Burg zu einem Schloss umbauen. 1712 diente Schloss Hilfikon vor der Entscheidungsschlacht des Zweiten Villmergerkriegs im nahen Villmergen als Hauptquartier des Generalstabs der letztlich unterlegenen katholischen Orte. Der letzte männliche Nachkomme der Zwyer starb 1723, zwanzig Jahre danach gelangte der Besitz durch Heirat an Joseph Tschudi aus Glarus.

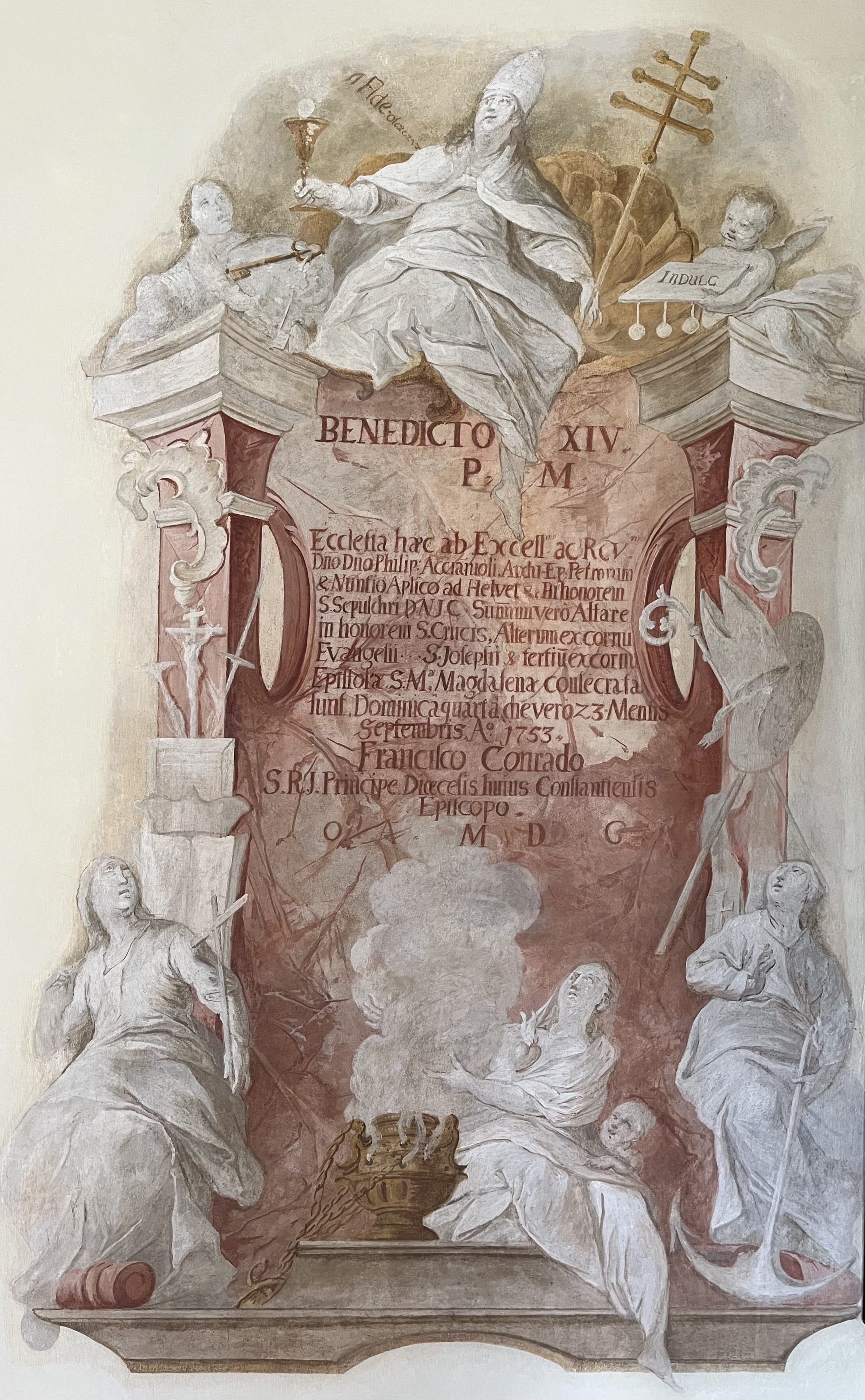
Freske aus der Schlosskapelle

1749 erwarb Freiherr Franz Viktor Augustin von Roll, Ritter vom Heiligen Grab aus Solothurn, die Schlossherrschaft. Ludwig von Roll verkaufte sie im Jahr 1832 an Louis de Domgermain aus Metz, um damit den Ausbau der Eisenwerke in Gerlafingen (das spätere Stahlwerk Von Roll) zu finanzieren. In den folgenden Jahrzehnten gab es zahlreiche Besitzerwechsel, während die zugehörigen Liegenschaften und Waldungen schrittweise verkauft wurden und die Domäne somit heute nur noch den umgebenden Schlosspark umfasst. 1879 erwarb der polnisch-schweizerische Unternehmer Ludwig Michalski das Schloss für 70'000 Franken. Aus der Erbschaft der Witwe ging der Besitz 1907 an den Seidenfabrikanten und Flugpionier Hermann Nabholz über.
Nabholz verlor während der Weltwirtschaftskrise einen großen Teil seines Vermögens und musste 1939 ausziehen. Die Schweizerische Flüchtlingshilfe nutzte das Schloss 1944/45 als Berufsschulheim für über drei Dutzend Flüchtlinge. Die jungen Frauen, die aus Polen, der Tschechoslowakei und der Sowjetunion stammten, ließen sich während dieser Zeit zu Näherinnen, Dekorateurinnen und Küchenleiterinnen ausbilden. Mehrere Jahre stand das Schloss leer, bis die Unternehmerin Louise Schellenberg es 1961 kaufte und anschließend renovieren ließ. Das Schloss ist nur selten öffentlich zugänglich. Im Sommer 2012 wurde auf dem Gelände das Freilichttheaterstück «Mit Chrüüz und Fahne» aufgeführt, das an den Zweiten Villmergerkrieg erinnerte und insgesamt über 9'500 Zuschauer anlockte.

## Gebäude

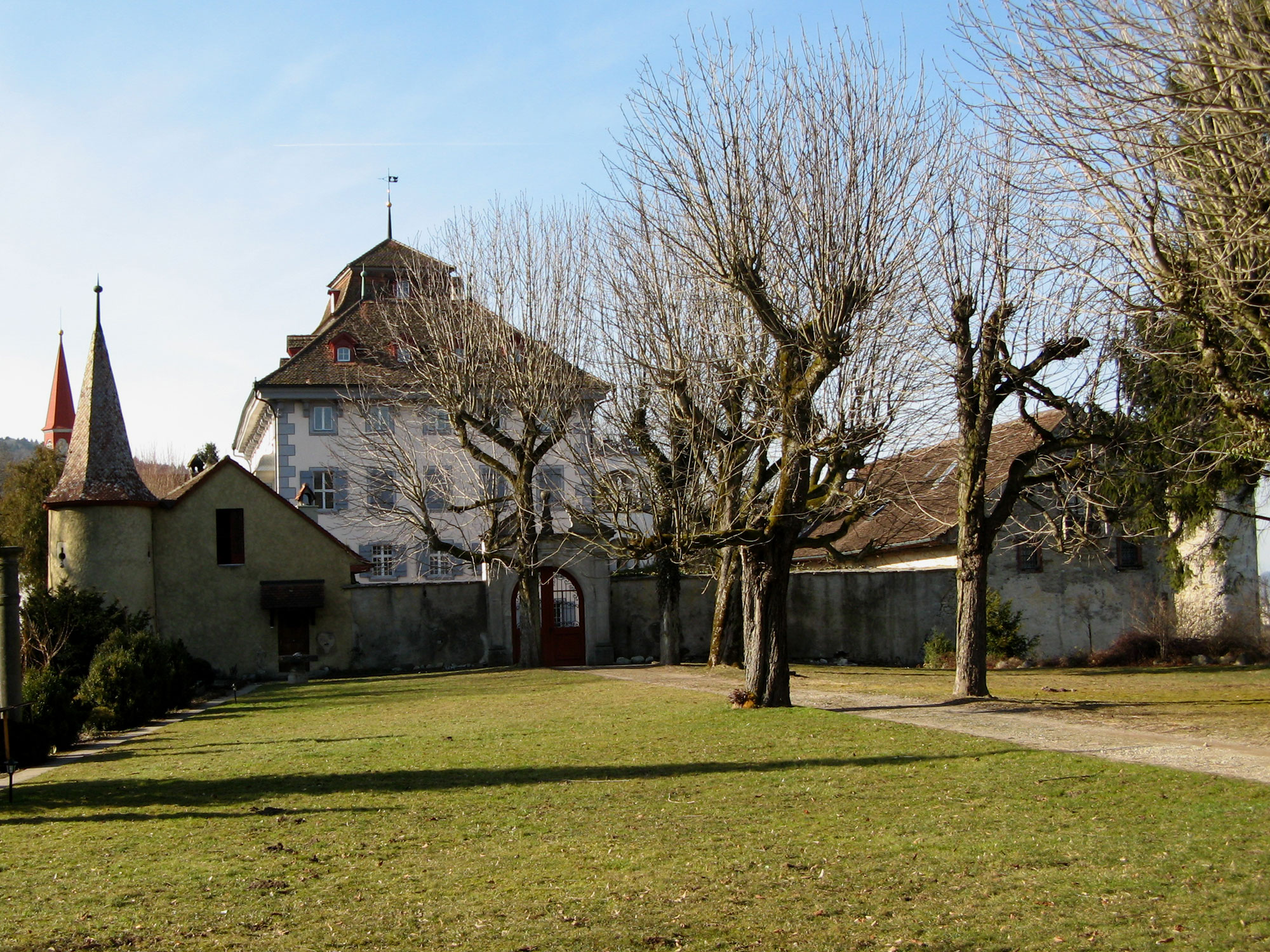
Ansicht von der Südseite

### Schlossanlage
Von der mittelalterlichen Burg erhalten geblieben sind der bis hinauf zum Dachgeschoss des späteren Schlossbaus ummantelte Bergfried, die Rundtürme im Osten und Süden sowie kleine Reste der Ringmauer. Vier übereinstimmende Veduten im Hilfiker Urbar von 1571 ergeben folgenden Grundriss: Auf dem höchsten Punkt des Hügels erhob sich der quadratische Bergfried. Daran angebaut waren im Nordwesten der Palas und im Südosten zwei weitere Gebäude, die in die Ringmauer miteinbezogen waren. Eine Mauer führte vom Palas zur Ringmauer und bildete einen Zwinger. Drei Rundtürme schützten die offene Nordostflanke, ein Vorwerk die Nordwestflanke. Das Burgtor lag im Süden, die 1510 im spätgotischen Stil errichtete Burgkapelle im Westen.
Nach dem Ersten Villmergerkrieg von 1656 ließen die Zwyer von Evibach umfangreiche Umbauten vornehmen. Der Palas und die südöstlich des Bergfrieds gelegenen Gebäude wurden zu einem einheitlichen barocken Gebäudetrakt zusammengefasst, die Ringmauer war bis spätestens 1670 abgetragen. Größere Umbauten und Renovationen wurden 1907/08 vorgenommen. 
Die trapezförmige Anlage ist mit ihrer Hauptfront der Talseite zugewandt, wobei die zwei Rundtürme und die Schlosskapelle drei Eckpunkte bilden. Der Bergfried bildet annähernd ein Quadrat von 9 Metern Seitenlänge. Das alte Mauerwerk aus unbehauenen Bruchsteinen mit einer Dicke von 2,5 Metern reicht 16 Meter hoch. Das viergeschossige Schlossgebäude mit Walmdach umgibt den Bergfried auf drei Seiten. Axial aufgereihte Rechteckfenster gliedern gleichmäßig die Haupt- und Nebenfassaden. Der südöstliche Schlossflügel verbreitert sich nach außen hin leicht. Die Stirnseite des Schlosses bildet zusammen mit einer Scheune und einem Gärtnerhaus den nach Südwesten ausgerichteten Vorhof.

### Schlosskapelle
Zum Schloss gehörte auch eine Burgkapelle. 1750 ließ Franz Viktor Augustin von Roll die alte Burgkapelle und Teile des Ökonomiegebäudes abreißen. An deren Stelle erbaute Maurermeister Johann Marti die heutige lang gestreckte Schlosskapelle mit Satteldach und polygonalem Chor. Sie erhebt sich an der westlichen Ecke der Anlage über der steil abfallenden Böschung. Auf dem Chorfirst befindet sich ein sechsseitiger Dachreiter mit Spitzhelm. An der Südostseite, am Übergang von Kapellenschiff und Chor, ist eine quadratische Sakristei mit Pultdach angebaut. Die Inneneinrichtung ist vom Rokoko-Stil geprägt. Die von Franz Anton Rebsamen angefertigten Wand- und Deckengemälde wurden 1901 übertüncht, 1954/55 und 1959/60 jedoch wieder teilweise freigelegt. Der Hochaltar besteht aus einem reich geschnitzten Tabernakel und einer lebensgroßen Kreuzigungsdarstellung von Johann Baptist Babel. Die hölzerne Kanzel im Louis-seize-Stil vor dem Chorbogen wurde um 1800 eingebaut. Die restaurierten Fresken der Schlosskapelle und die maßstabsgetreue Nachbildung des Heiligen Grabes von Jerusalem gelten als kulturhistorische Kostbarkeiten.